# Patalene perizomaria
Patalene perizomaria là một loài bướm đêm trong họ Geometridae.